# Les Clouzeaux
Les Clouzeaux és un municipi francès situat al departament de Vendée i a la regió de País del Loira. L'any 2007 tenia 2.415 habitants.

## Demografia

### Població
El 2007 la població de fet de Les Clouzeaux era de 2.415 persones. Hi havia 916 famílies de les quals 163 eren unipersonals (57 homes vivint sols i 106 dones vivint soles), 320 parelles sense fills, 391 parelles amb fills i 42 famílies monoparentals amb fills.
La població ha evolucionat segons el següent gràfic:
Habitants censats

### Habitatges
El 2007 hi havia 947 habitatges, 917 eren l'habitatge principal de la família, 10 eren segones residències i 20 estaven desocupats. 919 eren cases i 26 eren apartaments. Dels 917 habitatges principals, 742 estaven ocupats pels seus propietaris, 172 estaven llogats i ocupats pels llogaters i 3 estaven cedits a títol gratuït; 15 tenien una cambra, 28 en tenien dues, 80 en tenien tres, 242 en tenien quatre i 551 en tenien cinc o més. 787 habitatges disposaven pel capbaix d'una plaça de pàrquing. A 331 habitatges hi havia un automòbil i a 551 n'hi havia dos o més.

### Piràmide de població
La piràmide de població per edats i sexe el 2009 era:
| Homes | Edats   | Dones |
| ----- | ------- | ----- |
| 0     | 95 o +  | 4     |
| 0     | 90 a 94 | 0     |
| 4     | 85 a 89 | 4     |
| 8     | 80 a 84 | 8     |
| 16    | 75 a 79 | 24    |
| 44    | 70 a 74 | 36    |
| 44    | 65 a 69 | 56    |
| 44    | 60 a 64 | 36    |
| 60    | 55 a 59 | 52    |
| 84    | 50 a 54 | 112   |
| 88    | 45 a 49 | 64    |
| 104   | 40 a 44 | 108   |
| 64    | 35 a 39 | 76    |
| 88    | 30 a 34 | 56    |
| 76    | 25 a 29 | 60    |
| 64    | 20 a 24 | 44    |
| 76    | 15 a 19 | 64    |
| 96    | 10 a 14 | 104   |
| 60    | 5 a 9   | 76    |
| 52    | 0 a 4   | 72    |

## Economia
El 2007 la població en edat de treballar era de 1.634 persones, 1.257 eren actives i 377 eren inactives. De les 1.257 persones actives 1.187 estaven ocupades (633 homes i 554 dones) i 69 estaven aturades (32 homes i 37 dones). De les 377 persones inactives 135 estaven jubilades, 146 estaven estudiant i 96 estaven classificades com a «altres inactius».

### Ingressos
El 2009 a Les Clouzeaux hi havia 958 unitats fiscals que integraven 2.571,5 persones, la mediana anual d'ingressos fiscals per persona era de 18.933 €.

### Activitats econòmiques
Dels 82 establiments que hi havia el 2007, 1 era d'una empresa extractiva, 3 d'empreses alimentàries, 4 d'empreses de fabricació d'altres productes industrials, 26 d'empreses de construcció, 16 d'empreses de comerç i reparació d'automòbils, 2 d'empreses de transport, 1 d'una empresa d'hostatgeria i restauració, 4 d'empreses financeres, 3 d'empreses immobiliàries, 8 d'empreses de serveis, 7 d'entitats de l'administració pública i 7 d'empreses classificades com a «altres activitats de serveis».
Dels 30 establiments de servei als particulars que hi havia el 2009, 5 eren tallers de reparació d'automòbils i de material agrícola, 1 autoescola, 5 paletes, 4 guixaires pintors, 3 fusteries, 6 lampisteries, 2 electricistes, 2 perruqueries, 1 agència immobiliària i 1 saló de bellesa.
Dels 4 establiments comercials que hi havia el 2009, 1 era una fleca, 1 una carnisseria, 1 una botiga de roba i 1 una botiga de material esportiu.
L'any 2000 a Les Clouzeaux hi havia 35 explotacions agrícoles que ocupaven un total de 1.900 hectàrees.

## Equipaments sanitaris i escolars
L'únic equipament sanitari que hi havia el 2009 era una farmàcia.
El 2009 hi havia 2 escoles elementals.

## Poblacions més properes
El següent diagrama mostra les poblacions més properes.